# Cwmbran
Cwmbran (walesiska: Cwmbrân) är en stad i Storbritannien. Det är den största orten i kommunen Torfaen i riksdelen Wales, i den södra delen av landet, 200 km väster om huvudstaden London. Den ligger cirka åtta kilometer norr om staden Newport och är en del av dess storstadsområde (Newport built-up area). 
Tätorten Cwmbran utgörs av de tätbebyggda delarna av Croesyceiliog, Cwmbran Central, Fairwater, Henllys, Llantarnam, Llanyrafon, Pontnewydd  och Upper Cwmbran communities.